# Bölet
Bölet är ett område som ligger i västra delen av Kållered.
Huvudvägarna på Bölet består av Böletvägen och Bergsjövägen. På Bölet finns Bölets förskola.
Prepositionen i/på
För berg, kullar och malmar, hedar och slätter, öar, halvöar, uddar och näs samt herrgårdar och slott används normalt på. På Kinnekulle, på Axevalla hed, på Närkeslätten, på Java, på Apenninska halvön, på Karlslund, på Gripsholm. Således används på även för Bölet. 
I vardagstal används Bölet slarvigt som en benämning på allt väster om Ekenleden i Kållered.